# 코미야마 리나
코미야마 리나(일본어: 小宮山 莉渚 こみやま りな[*], 2005년 7월 14일 ~ )는 일본의 배우, 모델이다.